# 谢承伯
谢承伯（？—？），陈郡阳夏人，谢模的儿子，谢安的曾孙。
谢承伯的伯父谢该没有儿子，谢模因此把谢承伯过继给谢该，承袭为庐陵郡公，谢承伯后因为犯罪，庐陵郡公的爵位被革除。